# Passo de la Morcuera
O passo de la Morcuera é um passo de montanha a 1796 metros sobre o nível do mar, situado na serra de Guadarrama pertencente ao sistema Central, dentro da Comunidade de Madrid (Espanha). É o terceiro porto mais elevado da região madrilena, coincidente em altura com o da Fuenfría.

## Acesso

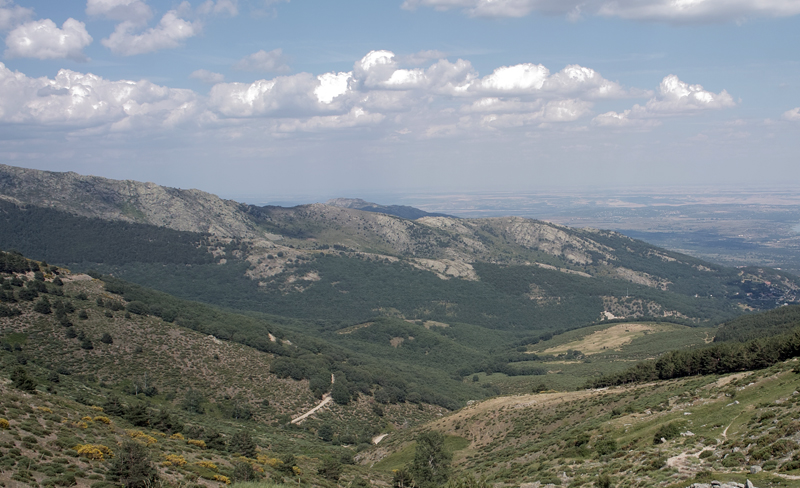
Vistas para o sul desde o porto da la Morcuera.

O porto é atravessado pela estrada M-611, que discorre entre as localidades de Miraflores de la Sierra e Rascafría, que se encontram a uma distância de 21,66 km. Este porto está dentro da serra de la Morcuera, um alinhamento montanhoso pertencente à serra de Guadarrama.
O percurso desde o sul começa a 1200 m de altitude em Miraflores de la Sierra. Sobem-se aproximadamente 600 metros desde Miraflores até o alto do porto nuns 10 quilómetros, com uma pendente média entre o 4-6 %. Uma vez na cume, há 13 km de baixada com uma pendente média entre o 4,5 ao 7 % para chegar a Rascafría a 1150 metros. Aproximadamente um 40 % do percurso faz-se a mais de 1500 metros e em nenhum momento a altitude é inferior aos 1000 metros.

## Situação
Desde o porto pode observar-se, para o sul, a planície madrilena, e para o resto, belas vistas das montanhas, apreciando-se cascatas que formam os vales que vem da alta montanha e picos a mais de 2000 metros, como as Cabeza de Hierro e La Najarra.

## Vegetação

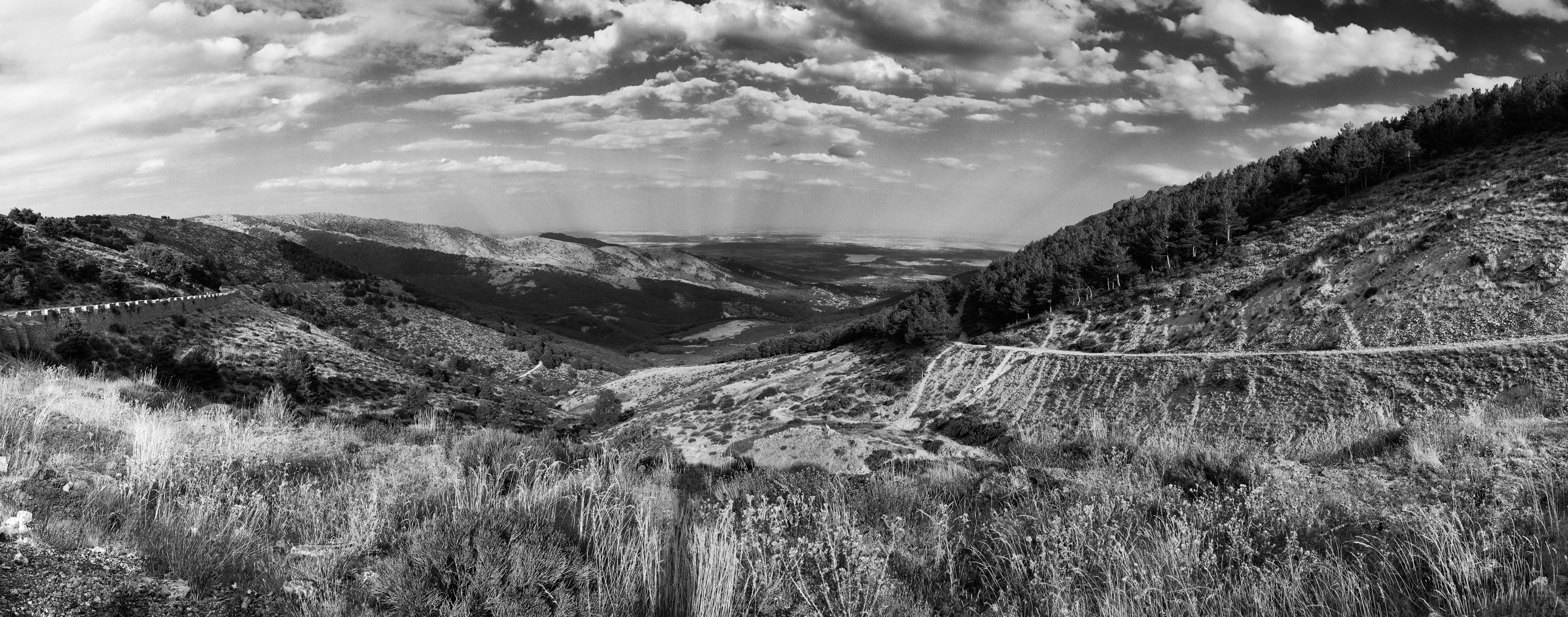
Porto da Morcuera.

Com uma pluviosidade que supera os 1000 l/m² anuais, a vegetação tem muitos matos sub-seriais, pinhais inclusive algum arvoredo muito pequeno e isolado. Nas zonas baixas abundam os pinhais.